# Берегова смуга
Берегова смуга водного шляху — це частина земельної ділянка, яка прилягає до водного об'єкта і має спеціальне призначення, визначене законодавством. Відповідно до статті 92 Водного кодексу України та статті 64 Земельного кодексу України берегові смуги встановлюються на судноплавних водних шляхах за межами населених пунктів для проведення робіт, пов'язаних з судноплавством. Розміри смуг відведення та режим користування ними встановлюються за проектом, який розробляється і затверджується водокористувачами за погодженням з держ. органами охорони навколишнього природного середовища та водного господарства. У межах Б. с. в. ш. дозволяється: влаштування причалів, установлення пристроїв для навантаження і розвантаження самохідних суден і барж, тимчасових пристроїв для швартування суден і наплавних споруд, а також тимчасове зберігання вантажів та механічної тяги суден; установлення берегових навігаційних знаків; установлення гідро метрологічних постів; зберігання твердого палива для суден підприємств і організацій водного транспорту, а також тимчасове зберігання суднового обладнання; влаштування тимчасових зимових приміщень і проведення інших робіт у разі випадкової зимівлі чи виходу з експлуатації судна. Користувачі Б. с. в. ш. зобов'язані: користуватися береговими смугами за призначенням; суворо дотримуватися встановленого режиму використання смуг відведення для водних шляхів; вживати заходів для охорони земель Б. с. в. ш. від ерозії, зсувів, руйнування, підтоплення і забруднення; забезпечувати не проникнення стічних вод, отрутохімікатів і мінеральних добрив через Б. с. в. ш. у річки та водойми. На них забороняється діяльність, що суперечить їх цільовому призначенню, а госп. діяльність обмежується відповідно до статті 89 ВК України (зокрема, забороняється: розорювання земель (крім підготовки грунту для залуження і заліснення), а також садівництво та городництво; зберігання та застосування пестицидів і добрив; влаштування літніх таборів для худоби; влаштування звалищ сміття, гноєсховищ, накопичувачів рідких і твердих відходів виробництва, кладовищ, скотомогильників, полів фільтрації тощо).